# Ярцево (Парфинский район)
Ярцево — деревня в Парфинском муниципальном районе Новгородской области, входит в состав Полавского сельского поселения. Население — 0 (2010) чел.

## Общая физико-географическая характеристика
Географическое положение
Деревня находится на левом берегу реки Пола. По автомобильным дорогам расстояние до областного центра — города Великого Новгорода — составляет 140 км, до районного центра — посёлка городского типа Парфино — 51 км.
Часовой пояс
Ярцево, как и вся Новгородская область, находится в часовой зоне МСК (московское время). Смещение применяемого времени относительно UTC составляет +3:00.

## История
По данным на 1910 год деревня входила в состав Маловосновской волости, Устюженского уезда, Новгородской губернии. Насчитывалось 75 жилых строений. Проживало 278 человек (128 мужчин и 150 женщин). Основным родом занятий было отходничество.
В деревне Ярцево Полавского сельсовета 20 января 1942 года карательный отряд немцев уничтожил все дома и холодные постройки.

## Население
Согласно результатам переписи 2002 года и переписи 2010 года деревня не имеет постоянного населения.
| 2010 |
| ---- |
| 0    |